# میریانا بوشوسکا
میریانا بوشوسکا (مقدونی: Mirjana Boševska؛ زادهٔ ۲۵ ژوئن ۱۹۸۱) شناگر زن اهل مقدونیه شمالی در رشته‌های شنای آزاد و شنای مختلطاست.